# Thwaitesia
Thwaitesia – rodzaj pająków z rodziny omatnikowatych.
Pająki te występują prawie na całej kuli ziemskiej. Są bardzo podobne do przedstawicieli rodzaju Spintharus.

## Gatunki
Do rodzaju tego należy 21 opisanych gatunków:
- Thwaitesia affinis O. P.-Cambridge, 1882
- Thwaitesia algerica Simon, 1895
- Thwaitesia argentata Thorell, 1890
- Thwaitesia argenteoguttata Tullgren, 1910
- Thwaitesia argenteosquamata Lenz, 1891
- Thwaitesia argentiopunctata Rainbow, 1916
- Thwaitesia aureosignata Lenz, 1891
- Thwaitesia bracteata Exline, 1950
- Thwaitesia dangensis Patel & Patel, 1972
- Thwaitesia glabicauda Zhu, 1998
- Thwaitesia inaurata Vinson, 1863
- Thwaitesia margaritifera O. P.-Cambridge, 1881
- Thwaitesia meruensis Tullgren, 1910
- Thwaitesia nigrimaculata Song, Zhang et Zhu, 2006
- Thwaitesia nigronodosa Rainbow, 1912
- Thwaitesia phoenicolegna Thorell, 1895
- Thwaitesia pulcherrima Butler, 1882
- Thwaitesia rhomboidalis Simon, 1903
- Thwaitesia scintillans Kulczynski, 1911
- Thwaitesia simoni Keyserling, 1884
- Thwaitesia spinicauda Thorell, 1895
- Thwaitesia splendida Keyserling, 1884
- Thwaitesia turbinata Simon, 1903